# 1. deild islandzka w piłce nożnej (1971)
Sezon 1971 był 60. sezonem o mistrzostwo Islandii. Drużyna Akraness nie obroniła tytułu mistrzowskiego, zdobył go natomiast zespół Keflavík, zdobywając dwadzieścia punktów w czternastu meczach i wygrywając baraż o mistrzostwo przeciwko zespołowi ÍB Vestmannaeyja. Po sezonie spadł zajmujący ostatnie miejsce zespół ÍBA Akureyri.

## Drużyny
Po sezonie 1970 z ligi spadł zespół Víkingur Reykjavík, z 2. deild awansowała natomiast drużyna Breiðablik.
| Uczestnicy poprzedniej edycji                                                                                 | Uczestnicy poprzedniej edycji | Uczestnicy poprzedniej edycji | Uczestnicy poprzedniej edycji |
| --- | ----------------------------- | ----------------------------- | ----------------------------- |
| ÍA | Akraness                      | 1                             |                               |
| FRA | Fram                          | 2                             |                               |
| ÍBK | Keflavík                      | 3                             |                               |
| KRE | KR                            | 4                             |                               |
| VAL | Valur                         | 5                             |                               |
| ÍBA | ÍBA Akureyri                  | 6                             |                               |
| ÍBV | ÍB Vestmannaeyja              | 7                             |                               |
| Awans z 2. deild                                                                                              |                               |                               |                               |
| BRE | Breiðablik                    | 1                             |                               |
| Oznaczenia: - kolumna pierwsza – skróty nazw drużyn, - kolumna trzecia – miejsce zajęte w poprzednim sezonie. |                               |                               |                               |

## Tabela
| Lp. | Drużyna          | M  | Z | R | P | Bramki | Bramki | Różn. | Pkt | Uwagi                     |
| --- | ---------------- | -- | - | - | - | ------ | ------ | ----- | --- | ------------------------- |
| 1   | Keflavík (M)     | 14 | 8 | 4 | 2 | 32     | 17     | +15   | 20  | Puchar Europy • I runda   |
| 2   | ÍB Vestmannaeyja | 14 | 9 | 2 | 3 | 37     | 19     | +18   | 20  | Puchar UEFA • 1/32 finału |
| 3   | Fram             | 14 | 7 | 1 | 6 | 29     | 25     | +4    | 15  |                           |
| 4   | Akraness         | 14 | 6 | 2 | 6 | 27     | 27     | 0     | 14  |                           |
| 5   | Valur            | 14 | 6 | 2 | 6 | 24     | 25     | −1    | 14  |                           |
| 6   | KR               | 14 | 3 | 4 | 7 | 13     | 20     | −7    | 10  |                           |
| 7   | Breiðablik       | 14 | 4 | 2 | 8 | 12     | 31     | −19   | 10  |                           |
| 8   | ÍBA Akureyri (S) | 14 | 4 | 1 | 9 | 21     | 31     | −10   | 9   | Spadek do 2. deild        |

## Wyniki
| Gospodarz \ Gość | ÍA  | BRE | FRA | KRE | ÍBK | VAL | ÍBV | ÍBA |
| Akraness         |     | 3:3 | 0:4 | 1:1 | 3:1 | 1:3 | 1:3 | 1:0 |
| Breiðablik       | 0:5 |     | 2:1 | 1:0 | 0:3 | 2:0 | 0:1 | 1:0 |
| Fram             | 1:0 | 2:0 |     | 2:0 | 2:1 | 1:2 | 3:1 | 5:2 |
| KR               | 1:3 | 0:0 | 3:2 |     | 1:1 | 1:2 | 1:0 | 2:3 |
| Keflavík         | 2:1 | 4:1 | 3:0 | 0:0 |     | 2:2 | 5:3 | 4:0 |
| Valur            | 2:3 | 4:2 | 5:3 | 2:0 | 1:2 |     | 0:1 | 0:5 |
| ÍB Vestmannaeyja | 5:3 | 6:0 | 4:1 | 2:1 | 1:1 | 1:1 |     | 5:1 |
| ÍBA Akureyri     | 1:2 | 2:0 | 2:2 | 1:2 | 2:3 | 1:0 | 1:4 |     |

Źródło:  (ang.)
Objaśnienia:
1Drużyna gospodarzy jest wymieniona po lewej stronie tabeli.
Kolory: zielony – zwycięstwo gospodarzy, żółty – remis, różowy – zwycięstwo gości.

## Baraż o mistrzostwo
Z uwagi na równą liczbę punktów o mistrzostwie zadecydował dodatkowy mecz pomiędzy pierwszymi dwiema drużynami w tabeli. Spotkanie wygrał zespół z Keflavíku, zdobywając tym samym tytuł mistrzowski.
| 19 września 1971 | Keflavík | 4:0Raport | ÍB Vestmannaeyja | Laugardalsvöllur, Reykjavík |
|                  |          |           |                  |                             |

## Najlepsi strzelcy
| Bramki | Strzelcy              | Drużyna          |
| ------ | --------------------- | ---------------- |
| 13     | Steinar Jóhannsson    | Keflavík         |
| 11     | Matthías Hallgrímsson | Akraness         |
| 10     | Kristinn Jörundsson   | Fram             |
| 9      | Haraldur Júlíusson    | ÍB Vestmannaeyja |
| 9      | Ingi Björn Albertsson | Valur            |
| 8      | Örn Óskarsson         | ÍB Vestmannaeyja |
| 7      | Eyjolfur Ágústsson    | ÍBA Akureyri     |
| 7      | Óskar Valtysson       | ÍB Vestmannaeyja |